# Apophyse

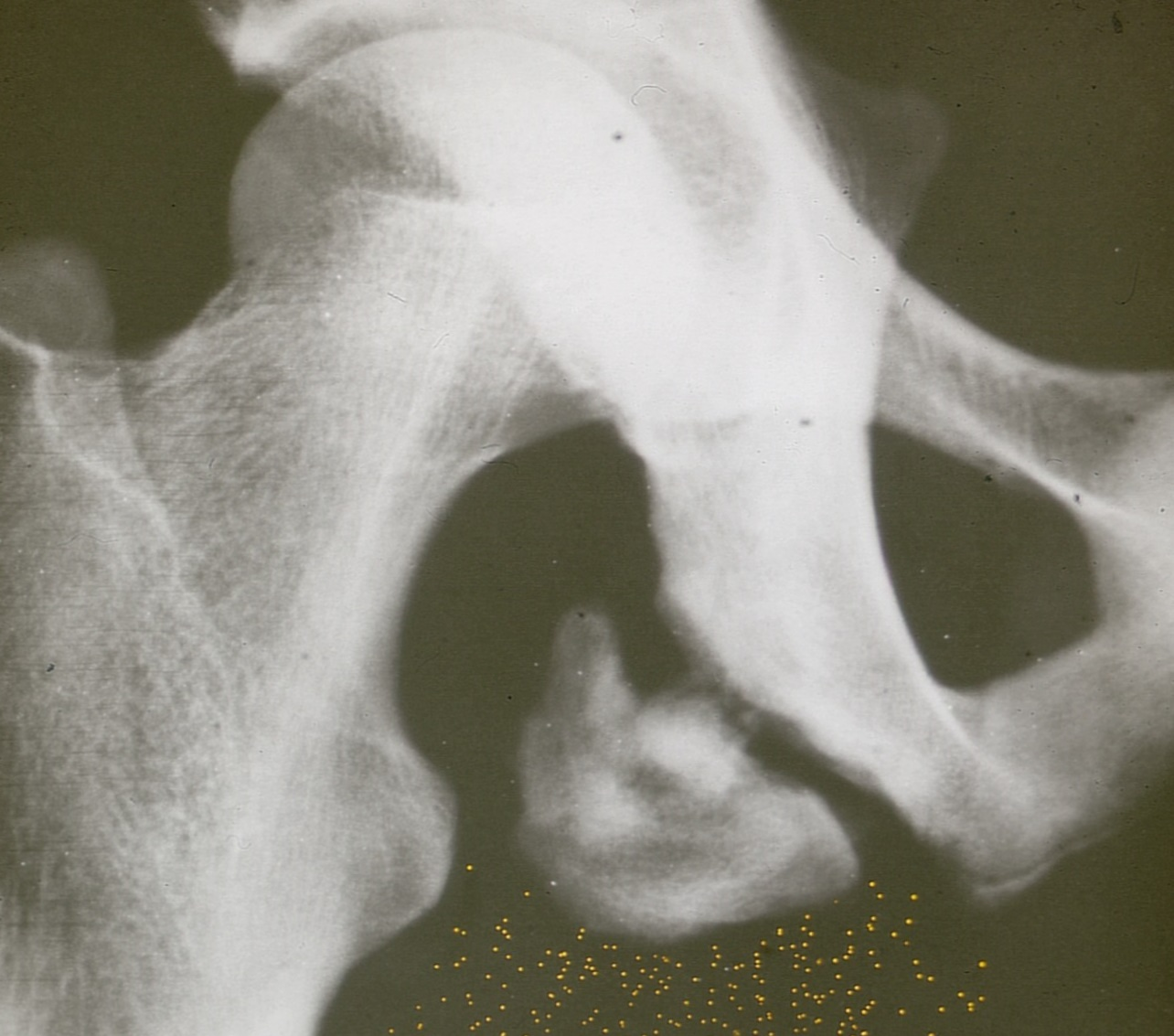
Ausriss der Apophyse des Sitzbeins eines Fußballers

Apophysen sind Knochenansätze von Sehnen und Bändern. Sie haben ein eigenes Ossifikationszentrum, das im Allgemeinen mit dem Hauptkern der Epiphyse verschmilzt, gelegentlich aber eigenständig bleibt.

## Apophysiolysis
Da Apophysen während des Wachstums noch durch Knorpelgewebe mit dem übrigen Knochen verbunden sind, können bei übermäßiger Belastung diese Fortsätze abreißen (Apophysiolysis, Apophysenlösung). Das passiert besonders häufig bei auf sehr starken Körpermassezuwachs gezüchteten Tieren, bei großen Hunderassen und Hausschweinen. Am häufigsten sind das obere Ende der Ulna, der Trochanter major des Oberschenkelknochens und die Tuberositas tibiae des Schienbeins (Tuberositas-tibiae-Avulsion) betroffen. Der Morbus Osgood-Schlatter ist eine Ossifikationsstörung.
Bei Sportlern wird die Apophysenlösung gelegentlich am Sitzbein gesehen. Die operative Refixation ist unnötig, sehr schwierig und überaus komplikationsträchtig.